# Ifö/Bromölla IF
Ifö/Ivø Bromölla/Bromølle IF er en skånsk fodboldklub, der blev dannet den 13. juni 1927 i Bromölla/Bromølle af Robert Berner. I begyndelsen koncentrerede klubben sig udelukkende om fodbold, inden den udvidede sit mandat til at omfatte atletik, svømning, bandy, bordtennis, badminton og gymnastik. I de senere år har flere af disse afdelinger dannet deres egne separate klubber, og i Ifö Bromölla IF er der nu kun fodbold tilbage.
I 1967 skiftede Bromölla IF navn til Ifö Bromölla IF efter Ifö (grundlagt af den danske dyrlæge William Abelgaard Nielsen, som i 1887 begyndte at udnytte kaolinaflejringerne på Ivø), den største arbejdsgiver i området.
I 1960'erne, 1970'erne og 1980'erne spillede Bromølle i den næstbedste række, hvor man som bedst nåede en anden andenplads i 1967 og en tredjeplads i 1968 og havde fremtidige landsholdsspillere som Inge Danielsson og Dag Szepanski i holdet.
Spillerdragten var oprindeligt en sort og hvid stribet skjorte og hvide bukser som Juventus.  Samtidig med navneændringen i 1967 blev den erstattet af hvide skjorter og sorte bukser. I dag er det en sort og hvid stribet trøje og sorte bukser.